# Dizzy Miss Lizzy
A Dizzy Miss Lizzy egy rock and roll dal, amelyet Larry Williams írt és rögzített 1958-ban. Bár "igazi rock & roll klasszikusként" azonosították, korlátozott sikert ért el a lemezlistákon. Hét évvel később a Beatles felvette a dalt, John Lennon pedig a The Plastic Ono Band-el adta elő 1969-ben.

## The Beatles-változat
1965-ben a Beatles felvette a Dizzy Miss Lizzy-t, válaszul a Capitol Records, az amerikai lemezkiadójuk új zenei anyag iránti kérése érdekében. A dal szerepel a brit Help! és az amerikai Beatles VI albumokon. Ugyanazon a napon vették fel egy másik Williams-dallal, a Bad Boy-al együtt.
Az együttes egyik életrajzírója, Ian MacDonald úgy írja le a dalt, mint "rosszízű katyvasz, tele műhisztériával és félresikerült duplázásokkal". Stephen Thomas Erlewine, az AllMusic munkatársa azonban megjegyzi: „A „Dizzy Miss Lizzy” lehetőséget ad Johnnak, hogy megfeszítse rock & roll izmait".
Lennon később felvette a dalt a torontói Rock and Roll Revival fesztivál műsorára, 1969. szeptember 13-án. A dal szerepel a The Plastic Ono Band Live Peace in Toronto 1969 című albumán is.

### Közreműködött
- John Lennon – ének, ritmusgitár
- Paul McCartney – basszusgitár, elektromos zongora
- George Harrison – duplázott szólógitár
- Ringo Starr – dob, kolomp| The Beatles Dizzy Miss Lizzy                          |                                                  |      |
| Megjelent                                             | 1965. augusztus 6. (UK) 1965. augusztus 13. (US) |      |
| Felvételek                                            | 1965. május 10.                                  |      |
| Stílus                                                | Rock and roll                                    |      |
| Nyelv                                                 | angol                                            |      |
| Hossz                                                 | 2:54                                             |      |
| Kiadó                                                 | Parlophone (UK) Capitol (US)                     |      |
| Szerző                                                | Larry Williams                                   |      |
| Producer                                              | George Martin                                    |      |
| A(z) Help! album dalai                                |                                                  |      |
| \| Yesterday (13) \| Dizzy Miss Lizzy (14) \| (15) \| |                                                  |      |
| Sablon Wikidata Segítség                              |                                                  |      |
| Yesterday (13)                                        | Dizzy Miss Lizzy (14)                            | (15) |

## Fordítás
Ez a szócikk részben vagy egészben  a   Dizzy, Miss Lizzy című angol Wikipédia-szócikk fordításán alapul.  Az eredeti cikk szerkesztőit annak laptörténete sorolja fel. Ez a jelzés csupán a megfogalmazás eredetét és a szerzői jogokat jelzi, nem szolgál a cikkben szereplő információk forrásmegjelöléseként.